# Zmarli w lipcu 2019

## Lipiec 2019
- 31 lipca
  - María Auxiliadora Delgado – urugwajska pierwsza dama[1]
  - Aleksander Dębiec – polski partyzant, uczestnik II wojny światowej, więzień obozów koncentracyjnych, kawaler orderów[2]
  - Mieczysław Franaszek – polski aktor, podróżnik i fotograf[3]
  - Tadeusz Komendant – polski tłumacz i krytyk literacki[4]
  - Piotr Nehring – polski dziennikarz i publicysta[5][6]
  - Raffaele Pisu – włoski aktor i komik[7]
  - Harold Prince – amerykański reżyser i producent teatralny[8][9]
  - Michał Jan Rozbicki – polski amerykanista, profesor St. Louis University w USA[10]
  - Jean-Luc Thérier – francuski kierowca wyścigowy i rajdowy[11]
- 30 lipca
  - Jean Arasanayagam(inne języki) – lankijska poetka i pisarka[12]
  - Marcian Bleahu – rumuński geolog, speleolog, pisarz i polityk[13]
  - Nick Buoniconti – amerykański futbolista[14]
  - Maciej Chojnacki – polski scenograf[15]
  - Florina Cercel – rumuńska aktorka[16]
  - Leszek Dzierżanowski – polski samorządowiec i ekonomista, działacz opozycyjny, żołnierz Armii Krajowej[17]
  - Subir Gokarn – indyjski polityk i ekonomista[18]
  - Walerij Kokurin – rosyjski malarz[19]
  - Anna Korotkina – białoruska kompozytorka[20]
  - Ivo Lipanović – jugosłowiański i chorwacki wioślarz, uczestnik Igrzysk Olimpijskich w 1948[21]
  - Predrag Popović Drakče – serbski muzyk rockowy[22]
  - Mieczysław Rysiński – polski dyplomata i funkcjonariusz wywiadu, ambasador w Nikaragui (1985–1988)[23]
  - Fridrich Sogojan – rosyjski rzeźbiarz, pochodzenia ormiańskiego[24]
- 29 lipca
  - Egil Danielsen – norweski lekkoatleta, oszczepnik, mistrz olimpijski z 1956[25]
  - Samir Dizdarević – bośniacki piłkarz[26]
  - Fritz Drazan – austriacki piłkarz[27]
  - Czesław Kaliszan – polski dziennikarz sportowy związany z TVP3 Poznań[28]
  - Joyce Laboso – kenijska polityk, wiceprzewodnicząca parlamentu (2008–2017)[29]
  - Enrique Lafourcade(inne języki) – chilijski pisarz, dziennikarz i krytyk literacki[30]
  - Wasil Metodijew – bułgarski piłkarz i trener[31]
  - Mona-Liisa Nousiainen – fińska biegaczka narciarska[32]
  - Agim Pirdeni – albański paleontolog[33]
  - Ras G – amerykański muzyk, producent nagrań[34][35]
  - Tuvia Ruebner(inne języki) – izraelski poeta i tłumacz[36]
  - Janusza Skubiejska – polska aktorka[37]
  - Zdeněk Srstka – czeski zapaśnik, aktor i kaskader[38]
  - Czesław Stopka – polski aktor[39]
  - Jan Szpotowicz – polski zawodnik, trener i sędzia tenisa stołowego[40]
  - Aleksandr Wakulski – holenderski dyrygent, pochodzenia baszkirskiego[41][42]
  - Tadeusz Wolfram – polski inżynier, uczestnik powstania warszawskiego, kawaler orderów[43]
- 28 lipca
  - Jerzy Wojciech Borejsza – polski historyk i publicysta[44]
  - Ferruh Bozbeyli – turecki polityk, przewodniczący parlamentu (1965-1970)[45]
  - Peter Bonu Johnson – gambijski piłkarz, trener[46]
  - Zbigniew Grabowski – polski geotechnik, rektor PW (1985–1988), minister-kierownik Urzędu Postępu Naukowo-Technicznego i Wdrożeń (1988–1989)[47]
  - George Hilton – brytyjski aktor[48]
  - Halina Krukowska – polska polonistka, prof. dr hab. nauk humanistycznych[49]
  - Loek van Mil – holenderski baseballista[50]
  - Urszula Sawicka – polska fotografka[51]
  - Wanda Miodońska – polska poetka[52]
  - Ruth de Souza – brazylijska aktorka[53]
  - Kevin Stonehouse – angielski piłkarz[54]
  - Aleksander Wenglewicz – polski działacz harcerski i nauczyciel, Honorowy Obywatel Miasta Mogilna[55]
- 27 lipca
  - Zenon Begier – polski lekkoatleta, dyskobol, olimpijczyk (1960, 1964)[56]
  - Carlos Cruz-Diez – francuski artysta, pochodzenia wenezuelskiego[57][58]
  - Jerzy Krusenstern – polski działacz konspiracji niepodległościowej w czasie II wojny światowej oraz powojenny działacz kombatancki[59][60]
  - Adam Kuryło – polski piłkarz[61]
  - Edward Lewis – amerykański producent filmowy[62]
  - Keith Lincoln – amerykański futbolista[63]
  - Humphrey Mijnals – holenderski piłkarz[64]
  - Ewa Nawrocka – polska aktorka[65][66]
  - Mikołaj (Protopapas) – grecki duchowny prawosławny, metropolita Ftiotydy[67]
  - John Robert Schrieffer – amerykański fizyk, laureat Nagrody Nobla (1972)[68]
  - Stanisław Żółkiewicz – polski działacz opozycji w PRL, wicewojewoda przemyski[69]
- 26 lipca
  - Anna Bojarska – polska pisarka, eseistka, scenarzystka[70]
  - Hugh Brogan – brytyjski historyk i biograf[71]
  - Marian Galant – polski piłkarz[72]
  - Ryszard Homa – polski rugbysta[73]
  - Waldemar Janiec – polski farmaceuta, prof. dr hab. n. med.[74]
  - Wojciech Kuhn – polski wydawca[75]
  - Christoforos Liontakis(inne języki) – grecki poeta i tłumacz[76]
  - Bryan Magee – brytyjski filozof i polityk[77]
  - Ferdinand Milučký – słowacki architekt[78]
  - Jaime Ortega – kubański duchowny katolicki, arcybiskup Hawany, kardynał[79]
  - Inga Sapeta – polska historyczka sztuki i konserwator zabytków[80][81]
  - Russi Taylor – amerykańska aktorka głosowa[82]
- 25 lipca
  - Giorgio Arlorio – włoski reżyser i scenarzysta[83]
  - Anner Bylsma – holenderski wiolonczelista[84][85]
  - Marek Furmanek – polski pedagog, dr hab. nauk humanistycznych, dziekan Wydziału Pedagogiki, Psychologii i Socjologii Uniwersytetu Zielonogórskiego[86]
  - Jesper Juul – duński pedagog, terapeuta rodzinny i publicysta[87]
  - Al-Badżi Ka’id as-Sibsi – tunezyjski polityk, prawnik i dyplomata, premier (2011) i prezydent (2014–2019) Tunezji[88]
  - Jorma Kinnunen – fiński lekkoatleta, oszczepnik[89]
  - Václav Kotek – czeski aktor[90]
  - Óscar Enrique Sánchez – gwatemalski piłkarz[91]
  - Mieczysław Sulikowski – polski otolaryngolog, dr hab. n. med.[92]
  - Anatolij Toropow – rosyjski aktor[93]
- 24 lipca
  - Sammy Chapman – północnoirlandzki piłkarz[94]
  - Bernard Evans – angielski piłkarz[95]
  - Carmen Jodra(inne języki) – hiszpańska poetka[96]
  - Agim Musta – albański historyk i więzień polityczny[97]
  - Piotr Paszkowski – polski urzędnik, rzecznik prasowy MON i MSZ[98][99]
  - Andrzej Płucienniczak – polski biolog, prof. dr hab.[100][101][102]
  - Władysław Skrzypek – polski polityk i samorządowiec, prezydent Włocławka (2002–2006), poseł na Sejm III kadencji[103]
  - Czesław Sobociński – polski architekt[104]
  - Jaime Trobo – urugwajski polityk, minister sportu i młodzieży (2000–2002)[105]
- 23 lipca
  - Jan Hrbaty – czechosłowacki hokeista, medalista olimpijski (1968)[106]
  - Gabe Khouth – kanadyjski aktor[107]
  - Stanisław Krupka – polski działacz opozycji w okresie PRL[108]
  - Bobby Park – angielski piłkarz[109]
  - Jan Řeřicha – czeski aktor i reżyser[110]
  - Henryk Sołtysik – polski trener jeździectwa, podpułkownik WP, kawaler orderów[111][112]
  - Stavros Tsiolis – grecki aktor, reżyser i scenarzysta[113]
  - Lois Wille – amerykańska dziennikarka[114]
  - Barbara Zworska-Raziuk – polska artystka szklarz, wykładowca akademicki[115][116]
- 22 lipca
  - Kazimierz Albin – polski działacz kombatancki, ostatni żyjący uczestnik pierwszego masowego transportu do Auschwitz[117]
  - Ron Cundy – australijski pilot, uczestnik II wojny światowej, kawaler orderów[118]
  - Józef Grzegorczyk – polski samorządowiec, prezydent Olsztyna (1992–1994)[119]
  - Christopher C. Kraft Jr. – amerykański inżynier lotnictwa i inżynierii kosmicznej, dyrektor lotów NASA[120]
  - Hans Lagerqvist – szwedzki lekkoatleta, tyczkarz[121]
  - Juan Rodolfo Laise – argentyński duchowny katolicki, biskup[122]
  - Li Peng – chiński polityk, premier i wicepremier ChRL[123][124]
  - Wiktor Musijaka – ukraiński polityk, jeden z twórców ukraińskiej konstytucji[125]
  - Art Neville – amerykański muzyk soul, funk i R&B[126]
  - Marek Rymuszko – polski reporter, pisarz, publicysta[127]
  - Bruno Salcewicz – polski żeglarz, regatowiec i pisarz[128]
- 21 lipca
  - Leopold Chyczewski – polski architekt[129]
  - José Manuel Estepa Llaurens – hiszpański duchowny katolicki, kardynał[130]
  - Mange Ram Garg – indyjski polityk[131]
  - Elżbieta Grabowska-Piasecka – polska działaczka konspiracji niepodległościowej w czasie II wojny światowej, dama orderów[132]
  - Trish Godman – szkocka polityk[133]
  - Ben Johnston – amerykański kompozytor[134]
  - Denis Kmit – rosyjski aktor[135]
  - Paul Krassner(inne języki) – amerykański pisarz, dziennikarz[136]
  - Robert Morgenthau – amerykański prawnik[137]
  - Lech Ostrowski – polski ekonomista, profesor nauk ekonomicznych[138]
  - Fidel Oyarzo – chilijski dziennikarz[139]
  - Claro Pellosis – filipiński biegacz olimpijczyk[140]
  - Bronisław Piwowar – polski konstruktor komputerów, redaktor prasy specjalistycznej[141][142]
  - Arun Kumar Roy – indyjski polityk[143]
  - Wanda Rydlewska-Sadowska – polska lekarka-kardiolog, profesor nauk medycznych, pracownik Instytutu Kardiologii w Warszawie[144]
  - Adel Zaky – egipski biskup katolicki[145]
- 20 lipca
  - Alain Bournazel – francuski polityk[146]
  - Sheila Dikshit – indyjska polityk[147]
  - Mariluz Escribano(inne języki) – hiszpańska poetka[148]
  - Roberto Fernández Retamar(inne języki) – kubański poeta i krytyk literacki[149]
  - Radosław Hendel – polski reżyser i scenarzysta[150][151]
  - Wiktor Jędrzejec – polski artysta grafik, profesor sztuk plastycznych, prorektor Akademii Sztuk Pięknych w Warszawie[152]
  - Willibert Krüger – niemiecki przedsiębiorca[153][154]
  - Peter McNamara – australijski tenisista[155][156]
  - Okamoto Mitsuo – japoński politolog, emerytowany profesor[157]
  - Ilaria Occhini – włoska aktorka[158]
  - Tomasz Prażmowski – polski fotoreporter sportowy[159][160]
  - Jerzy Richl – polski działacz antykomunistyczny, kawaler orderów[161]
  - Geoffrey Robinson – amerykański zawodnik, komentator i anality esportowy[162]
  - Liane Russell – amerykańska genetyk i ekolog[163]
  - Francesco Saverio Borrelli – włoski prawnik[164]
- 19 lipca
  - Arswendo Atmowiloto(inne języki) – indonezyjski pisarz i dziennikarz[165]
  - John Adel Elya – libański duchowny melchicki, eparcha Newton[166]
  - Rutger Hauer – holenderski aktor filmowy i telewizyjny[167]
  - Ágnes Heller – węgierska filozofka[168][169]
  - Alena Karešová – czeska aktorka[170]
  - Yao Lee – chińska piosenkarka[171]
  - Jeremy Kemp – angielski aktor[172]
  - Marisa Merz – włoska artystka[173]
  - César Pelli – argentyńsko-amerykański architekt[174]
  - Enrico Scacchia – szwajcarski bokser[175]
  - Dixon Seeto – fidżyjski biznesmen, polityk[176]
  - Radomir Smiljanić(inne języki) – serbski pisarz, tłumacz i publicysta[177]
  - Werner Söllner(inne języki) – rumuńsko-niemiecki pisarz[178]
  - Zbigniew Stemplowski – polski pianista, członek zespołu Romuald i Roman[179]
  - Stanisław Ścieszko – polski operator filmowy i telewizyjny[180][181]
  - Mattia Torre – włoski dramaturg i scenarzysta[182]
  - Dariusz Waśniewski – polski piłkarz[183][184]
  - Patrick Winston – amerykański informatyk[185]
- 18 lipca
  - Yukiya Amano – japoński dyplomata, dyrektor generalny Międzynarodowej Agencji Energii Atomowej[186][187]
  - André Bradford – portugalski polityk, eurodeputowany[188]
  - Luciano De Crescenzo(inne języki) – włoski pisarz i reżyser[189]
  - David Hedison – amerykański aktor[190][191]
  - Krunoslav Heidler – chorwacki aktor, scenarzysta i producent filmowy[192]
  - Ruud Jacobs – holenderski muzyk jazzowy[193]
  - Janina Kamionka-Straszak – polska historyczka literatury, dr hab.[194][195]
  - Waldemar Kaszubski – polski piłkarz[196][197]
  - Jerzy Majkowski – polski działacz konspiracji w czasie II wojny światowej, prof. zw. dr hab. n. med., Honorowy Obywatel m.st. Warszawa[198]
  - Roelof Nelissen – holenderski polityk, wicepremier (1971–1973)[199]
  - Mitch Petrus – amerykański futbolista[200]
  - Krzysztof Zarzecki – polski tłumacz literatury pięknej z języka angielskiego, edytor[201]
  - Lidia Ziemińska – polska malarka specjalizująca się w tkaninach artystycznych[202]
- 17 lipca
  - Maroš Bančej(inne języki) – słowacki pisarz i poeta[203]
  - Aleksander Bem – polski wokalista, perkusista i kompozytor, członek zespołów Pięciu, Quorum, Bemibek i Bemibem[204]
  - Andrea Camilleri – włoski pisarz i reżyser[205][206]
  - Warren Cole – nowozelandzki wioślarz, mistrz olimpijski (1968)[207]
  - Swarup Dutta – indyjski aktor[208]
  - Barbara Enholc-Narzyńska – polska działaczka ekumeniczna, wieloletni dyrektor Towarzystwa Biblijnego w Polsce[209]
  - Henryk Gawroński – polski ekonomista i polityk, minister przemysłu maszynowego (1980–1981)[210]
  - Rudolf Gevondyan – ormiański aktor[211]
  - Pumpsie Green – amerykański baseballista[212]
  - Nikola Hajdin – serbski architekt, b. prezes Serbskiej Akademii Nauk i Sztuk[213]
  - Giuseppe Merlo – włoski tenisista[214]
  - Tadeusz Paryjczak – polski chemik, profesor Politechniki Łódzkiej, dziekan Wydziału Chemicznego[215]
  - Grzegorz Polański – polski pedagog, muzyk i propagator kultury[216]
  - Robert Proch – polski malarz, twórca filmów animowanych, autor graffiti i murali[217]
  - Dragomir Racić – serbski piłkarz[218]
  - Rafał Szulc (Raca) – polski raper[219]
  - Karol Stryjski – polski politolog i historyk, pisarz[220]
  - Marek Tukiendorf – polski chemik, profesor nauk rolniczych, rektor Politechniki Opolskiej w kadencjach 2012–2016 i 2016–2020[221]
  - Robert Waseige – belgijski piłkarz, trener[222]
- 16 lipca
  - Wojciech Bogaczyk – polski historyk, polityk i publicysta, działacz opozycji demokratycznej w PRL[223][224]
  - Johnny Clegg – południowoafrykański muzyk i tancerz[225]
  - Wacława Jurczakowska – polska działaczka konspiracji niepodległościowej w czasie II wojny światowej, dama orderów[226][227]
  - Pat Kelly – jamajski piosenkarz reggae[228]
  - Walerij Kormakow – rosyjski hokeista i trener[229][230]
  - Alina Poniatowska – polska dziennikarka[231]
  - Himayat Ali Shair – pakistański poeta i pisarz[232]
  - John Paul Stevens – amerykański prawnik, sędzia Sądu Najwyższego[233]
  - Olga Wialikowa – rosyjska aktorka[234]
  - Wiesław Zabłocki – polski specjalista w zakresie transportu, dr hab. inż.[235][236]
- 15 lipca
  - Marc Batchelor – południowoafrykański piłkarz[237]
  - Craig Fallon – brytyjski judoka, b. mistrz świata[238]
  - Alexis Galanos – cypryjski polityk[239]
  - Teodor Juszkiewicz – polski lekarz weterynarii, prof. zw. dr hab.[240]
  - Tadeusz Wojciech Kaczmarek – polski polityk i urzędnik, wiceminister kultury i sztuki (1972–1978), konsul generalny w Leningradzie (1978–1979)[241]
  - Bruce Laingen – amerykański dyplomata[242]
  - Werner Müller – niemiecki ekonomista, polityk, minister gospodarki i technologii[243]
  - Dżemma Osmołowska – rosyjska aktorka[244]
  - Bjambasürengiin Scharaw – mongolski pianista i kompozytor[245]
  - Paweł Szwedziak – polski zawodnik i trener judo[246]
- 14 lipca
  - Hossain Mohammad Ershad – bengalski polityk, prezydent Bangladeszu w latach 1982 i 1983–1990[247]
  - Andrzej Koniarek – polski działacz i trener sportowy, wykładowca akademicki, kawaler orderów[248][249]
  - Nereo Laroni – włoski polityk i nauczyciel akademicki, burmistrz Wenecji (1985–1987), eurodeputowany (1989–1994)[250]
  - Lavenia Padarath – fidżyjska polityk, przewodnicząca Fidżyjskiej Partii Pracy[251]
  - Wasilis Politis – grecki aktor[252]
  - Karl Shiels – irlandzki aktor[253]
  - Pernell Whitaker – amerykański bokser[254]
  - Paul Zipfel – amerykański duchowny katolicki, biskup[255]
- 13 lipca
  - Kazimierz Bentke – polski żużlowiec[256][257]
  - Richard Carter – australijski aktor[258]
  - Adrian English – amerykański gitarzysta[259]
  - Augusto Fantozzi – włoski prawnik, polityk, minister finansów[260]
  - Kazimierz Fiałkowski – polski samorządowiec, wieloletni naczelnik, a następnie burmistrz Kamienia Krajeńskiego (1965–2002)[261]
  - Andrzej Gronczewski – polski eseista, historyk literatury i edytor, prof. dr hab.[262]
  - Janina Ożóg-Czarnowska – polska malarka[263]
  - Dariusz Przybylski – polski dziennikarz i samorządowiec[264]
  - Paolo Sardi – włoski duchowny katolicki, prawnik, wicekamerling Świętego Kościoła Rzymskiego, kardynał[265]
  - Edgar Schmandt – niemiecki malarz[266]
  - Wiktor Sosnora – rosyjski poeta, prozaik i dramaturg[267]
  - Alaksandr Szumidub – białoruski hokeista[268]
  - Anna Trykozko – polska specjalista w zakresie inżynierii środowiska, dr hab. inż.[269][270]
- 12 lipca
  - Jorge Aguado – argentyński polityk, minister rolnictwa (1981)[271]
  - Janusz Alwasiak – polski profesor nauk medycznych, onkolog[272]
  - Jeorjos Anastasopulos – grecki polityk, dziennikarz i dyplomata, poseł do Parlamentu Europejskiego II, III i IV kadencji[273]
  - Fernando Corbató – amerykański informatyk[274]
  - Stanisław Franczak – polski poeta, prozaik, wydawca, działacz społeczny i kulturalny[275][276][277]
  - Stanisław Fijałkowski – polski działacz okpozycji w okresie PRL[278]
  - Jurij Iwanow – rosyjski malarz[279]
  - Imrich Lukáč – słowacki hokeista[280]
  - Joseph Rouleau – kanadyjski śpiewak operowy, pochodzenia francuskiego[281]
  - Jerzy Sikora – polski ginekolog i położnik, prof. dr hab. n. med.[282][283][284][285]
  - Russell Smith – amerykański piosenkarz country[286]
- 11 lipca
  - Valentina Çaçi – albańska aktorka[287]
  - Robert Christian – amerykański duchowny katolicki, biskup pomocniczy San Francisco[288]
  - Leszek Czarnota – polski aktor mim, reżyser teatralny, choreograf, pedagog[289][290]
  - Oleg Dimitrijew – rosyjski aktor i reżyser[291]
  - Eugeniusz Dziekan – polski lekarz i urzędnik państwowy, senator II kadencji (1991–1993)[292]
  - Neil Estern – amerykański rzeźbiarz[293]
  - Alicja Francman – polska artystka plastyk, malarka i poetka[294][295]
  - Brendan Grace – irlandzki piosenkarz i komik[296]
  - Abdul Hamid – pakistański hokeista, mistrz olimpijski (1960)[297]
  - Vincent Lambert – francuski pielęgniarz, pacjent znany z kontrowersji związanych z jego prawem do życia i do śmierci[298]
  - Leszek Skolasiński – polski inżynier, dyrektor Centralnego Ośrodka Badań i Rozwoju Techniki Kolejnictwa (1969–1982)[299]
  - Władysław Świetlicki – polski samorządowiec, wiceprezydent Rzeszowa (1991–1994)[300]
- 10 lipca
  - Jim Bouton – amerykański baseballista[301]
  - Wacław Burzmiński – polski dziennikarz[302]
  - Valentina Cortese – włoska aktorka[303]
  - Maciej Jankowski – polski polityk, judoka, spawacz, działacz związkowy, poseł na Sejm III kadencji[304]
  - Piotr Kołodziński – polski działacz związkowy[305][306]
  - Jerry Lawson – amerykański piosenkarz, producent, aranżer[307]
  - Łukasz Lonka – polski motocrossowiec, wielokrotny mistrz Polski[308]
  - Denise Nickerson – amerykańska aktorka[309]
  - Bogumił Rychłowski – polski geograf, dyplomata i politolog, ambasador PRL w Chinach[310]
  - Albert Shepherd – brytyjski aktor[311]
  - James Small – południowoafrykański rugbysta[312]
  - Peter Ševela – słowacki hokeista[313]
  - Teresa Taranko – polska ekonomistka i specjalistka marketingu, prof. zw. dr hab.[314]
- 9 lipca
  - William E. Dannemeyer – amerykański polityk, członek Izby Reprezentantów (1979–1993)[315]
  - Greg Johnson – kanadyjski hokeista, medalista olimpijski (1994)[316]
  - Freddie Jones – brytyjski aktor[317]
  - Johnny Kitagawa – japoński przedsiębiorca, założyciel i były prezes Johnny & Associates[318]
  - Łukasz Łonka – polski zawodnik motocrossu[319]
  - Ross Perot – amerykański przedsiębiorca, polityk[320]
  - Aaron Rosand – amerykański skrzypek[321]
  - Fernando de la Rúa – argentyński polityk, prezydent Argentyny (1999–2001)[322]
  - Andrzej Sedlaczek – polski specjalista w zakresie chirurgii klatki piersiowej i pulmonologii, prof. dr hab. n. med.[323]
  - Zaheen Tahira – pakistańska aktorka[324]
  - Rip Torn – amerykański aktor[325]
- 8 lipca
  - Chito Arceo – filipiński aktor[326]
  - Sargis Hovivyan – ormiański piłkarz[327]
  - Jack Lesage – francuski reżyser i dokumentalista[328]
  - Natalia Rolleczek – polska pisarka, głównie dla dzieci i młodzieży, dramatopisarka[329]
  - Arthur Ryan – irlandzki przedsiębiorca, założyciel i dyrektor naczelny sieci sklepów Primark[330][331]
  - Władimir Złatoustowski – rosyjski aktor i reżyser[332]
- 7 lipca
  - Salvatore Angerami – włoski duchowny katolicki, biskup[333]
  - Józef Bańka – polski filozof, prof. zw. dr hab.[334]
  - Artur Brauner – niemiecki producent filmowy[335]
  - Tomasz Gregorkiewicz – polski fizyk, prof. dr hab.[336][337]
  - Joe Kadenge – kenijski piłkarz, reprezentant kraju[338]
  - Jekatierina Koroljowa – rosyjska piłkarka ręczna[339]
  - Stefan Kwoczała – polski żużlowiec[340][341]
  - Ora Namir – izraelska polityk i ambasador[342]
  - Ramón Héctor Ponce – argentyński piłkarz[343]
  - Anna Retmaniak – polska dziennikarka radiowa[344]
  - Tadeusz Vogel – polski hokeista i trener hokejowy[345]
  - Aleksy Subotko – polski duchowny prawosławny[346]
  - Tadeusz Szyszko – polski historyk literatury, prof. dr hab.[347]
  - Uładzimir Zamiatalin – białoruski polityk i oficer polityczny, wicepremier (1997–2000), zastępca kierownika Administracji Prezydenta Republiki Białorusi (2000–2001)[348]
- 6 lipca
  - Cameron Boyce – amerykański aktor[349]
  - João Gilberto – brazylijski piosenkarz, gitarzysta i kompozytor, współtwórca bossa novy[350][351]
  - Andrew Graham-Yooll – argentyński pisarz i dziennikarz[352]
  - Parviz Jalayer – irański sztangista, medalista olimpijski[353]
  - Eddie Jones – amerykański aktor[354]
  - Francesco Lamanna – włoski polityk i samorządowiec, eurodeputowany (1992–1994)[355]
  - Maria Olkuśnik – polska dziennikarka, wieloletnia redaktor naczelna Rozgłośni Polskiego Radia w Kielcach[356][357]
  - Lucio Soravito de Franceschi – włoski duchowny katolicki, biskup[358]
  - Wanda Warska – polska wokalistka jazzowa, wykonawczyni poezji śpiewanej i kompozytorka[359][360]
  - Regina Włodarczyk-Puchała – polska artystka szklarz, projektantka szkła artystycznego oraz szkła użytkowego[361][362]
- 5 lipca
  - Ugo Gregoretti – włoski aktor,  reżyser i scenarzysta filmowy[363]
  - Eberhard Havekost – niemiecki malarz[364]
  - Mokhtar Kechamli – algierski piłkarz, reprezentant kraju[365]
  - German Łukjanow – rosyjski muzyk jazzowy[366]
  - Hanna Malewska-Peyre – polska psycholog społeczna, profesor nauk humanistycznych, pracownik instytutów naukowych Polskiej Akademii Nauk[367]
  - John McCririck – brytyjski prezenter i dziennikarz[368]
  - Marie Ponsot – amerykańska poetka i krytyk literacki[369]
  - Danuta Saul-Kawka – polska poetka, dama Orderu Uśmiechu[370]
  - Paolo Vinaccia – włoski kompozytor i muzyk jazzowy[371]
  - Andrzej Zwierzak – polski chemik, prof. dr hab. inż.[372]
- 4 lipca
  - Karol Cebula – polski rzemieślnik i przedsiębiorca, filantrop, członek Trybunału Stanu (1989–1991)[373]
  - Eduardo Fajardo – hiszpański aktor[374]
  - Arturo Fernández – hiszpański aktor[375]
  - Roman Filipowicz – polski architekt[376]
  - Tadeusz Kalicki – polski kapitan żeglugi wielkiej, kawaler Orderu Uśmiechu[377]
  - Eva Mozes Kor – amerykańska pisarka, więźniarka obozu Auschwitz[378]
  - Leon Kossoff – brytyjski malarz[379]
  - Henry Kotowski – niemiecki muzyk rockowy[380]
  - Lilit Kozłowa – rosyjska poetka[381]
  - Vivian Perlis – amerykańska muzykolog[382]
  - Mariola Ruszczyńska – polska pilotka szybowcowa[383]
- 3 lipca
  - Perro Aguayo – meksykański wrestler[384]
  - Koldo Aguirre – hiszpański piłkarz, reprezentant kraju[385]
  - Leila Arifulina – polska tancerka, choreograf i reżyser widowisk baletowych pochodzenia rosyjskiego[386][387][388]
  - Jacek Baluch – polski slawista i dyplomata[389]
  - Pol Cruchten – luksemburski reżyser filmowy[390]
  - Lucjan Czubiel – polski historyk sztuki, wojewódzki konserwator zabytków w Olsztynie (1960–1991)[391][392]
  - Julia Farron – angielska tancerka baletowa, ballerina[393]
  - Stanisław Hager – polski architekt i urbanista[394]
  - Mitsuo Itoh – japoński zawodnik wyścigów motocyklowych[395][396]
  - Wojciech Jankowiak – polski scenograf[397]
  - Arte Johnson – amerykański aktor komediowy[398]
  - Tytus Karlikowski – polski działacz podziemia niepodległościowego w czasie II wojny światowej oraz powojenny działacz kombatancki, prof. dr hab. inż.[399]
  - Nisar Nasik – pakistański poeta[400]
  - Alan Rogan – brytyjski gitarzysta rockowy[401]
- 2 lipca
  - Élie Brousse – francuski rugbysta, reprezentant kraju[402]
  - Piotr Barczyński – polski chemik[403]
  - Michael Colgrass – kanadyjski kompozytor muzyki klasycznej, perkusjonista, pedagog[404]
  - Lee Iacocca – amerykański menedżer przemysłu samochodowego, prezes Forda i Chryslera[405]
  - Duncan Lamont – szkocki saksofonista i kompozytor jazzowy[406]
  - Rabin Mondal – indyjski malarz[407]
  - Wasilij Panin – rosyjski reżyser filmowy[408]
  - Jaime Posada Diaz – kolumbijski pisarz i polityk, minister edukacji (1958-1962)[409]
  - Janusz Szprot – polski muzyk jazzowy[410]
  - Kazimiera Wolniewicz – polska działaczka konspiracji niepodległościowej w czasie II wojny światowej oraz powojennego podziemia antykomunistycznego[411]
- 1 lipca
  - Jerzy Andrzej Chmurzyński – polski zoolog i etolog, profesor nauk biologicznych, pracownik Instytutu Biologii Doświadczalnej im. M. Nenckiego PAN[412]
  - Adam Grochowalski – polski chemik, prof. dr hab. inż.[413][414]
  - E. Katherine Kerr – amerykańska aktorka[415]
  - David Koloane – południowoafrykański artysta wizualny[416]
  - Sid Ramin – amerykański kompozytor i aranżer muzyki filmowej, laureat Oscara[417]
  - Bogusław Schaeffer – polski muzykolog, kompozytor, krytyk muzyczny, dramatopisarz[418]
  - Tyler Skaggs – amerykański baseballista[419]
  - Khalid bin Sultan Al Qasimi – arabski szejk, przedsiębiorca i projektant mody[420]
  - Małgorzata Szymczykiewicz – polska dziennikarka i publicystka, redaktora prasy ogrodniczej[421]
  - Barbara Tarnas – polska tłumaczka literatury[422][423]

data dzienna nieznana
- Adam Czartoryski – polski dziennikarz i polityk, dyrektor TVP Rzeszów (2003–2006)[424][425]
- Bob Frank – amerykański piosenkarz i kompozytor folkowy[426]
- Jerzy Frątczak – polski hokeista[427]
- Zygmunt Gałaszewski – polski działacz kulturalny, redaktor prasy[428]
- Alicja Kępińska – polska historyczka sztuki, prof. dr hab.[429][430]
- Lech Kochański – polski działacz sportowy, prezes Polskiego Związku Szermierczego (1969–1972)[431]
- Antoni Konwiński – polski zawodnik i trener podnoszenia ciężarów[432]
- Eugeniusz Lademann – polski rzeźbiarz i nauczyciel[433]
- Charles Levin – amerykański aktor[434]
- Robert „Czorny” Stolarek – polski gitarzysta, członek zespołu Wszyscy Byliśmy Harcerzami[435]
- Anna Wysibirska – polska działaczka konspiracji niepodległościowej w czasie II wojny światowej oraz powojennego podziemia antykomunistycznego, dama orderów[436]